# Leigrijze houtduif
De leigrijze houtduif (Columba pulchricollis) is een vogel uit de familie van de duiven (Columbidae).

## Verspreiding en leefgebied
Deze soort komt voor van de Himalaya tot zuidelijk China en Taiwan.